# 정수영 (1972년)
정수영(1972년 11월 28일 ~ )은 대한민국의 배우이다.

## 연기/출연

### 방송

#### 드라마
- 2002년 SBS 《유리구두》 - 이선우 역
- 2002년 MBC 《내 사랑 팥쥐》

### 영화
- 1988년 《고교 오성군 한음군》
- 1989년 《행복은 성적순이 아니잖아요》 - 지미 역
- 1990년 《꼭지딴》
- 1991년 《열 아홉의 절망 끝에 부르는 하나의 사랑 노래》 - 연수 역
- 1993년 《화엄경》 - 이나 역
- 1995년 《남자는 괴로워》
- 2004년 《하류인생》 - 상필 부인 역
- 2008년 《고고70》 - 고고족 역
- 2012년 《내 시절의 모럴》 - 40대 지연 역
- 2016년 《형이 돌아왔다》 - 어머니 역

### 공연

#### 연극
- 《신의 아그네스》
- 《따라지의 향연》
- 《영월행 일기》
- 《요나답》
- 《AD. 2031》
- 《꽃물》
- 《굴비는 맛이 좋다》
- 《파우스트》
- 《배장화 배홍련》
- 2007년 《미친키스》
- 2007년 《시련》
- 2008년 《썸걸즈》
- 2008년 《누가 왕의 학사를 죽였는가》
- 2009년 《39계단》
- 2009년 《누가 왕의 학사를 죽였나》
- 2009년 《울다가 웃으면》
- 2010년 《디너》
- 2010년 《썸걸즈》
- 2011년 《엄마들의 수다》
- 2011년 《갈매기》
- 2012년 《죄와 벌》
- 2012년 《M.Butterfly》
- 2012년 《죽은 남자의 핸드폰》
- 2012년 《벚꽃동산》
- 2013년 《14인 체홉》
- 2014년 《김광보 연출 - 사회의 기둥들》
- 2015년 《프로즌》
- 2015년 《터미널》
- 2016년 《데블 인사이드》
- 2016년 《〈연극열전6〉 4th 〈톡톡〉》
- 2017년 《미친키스》
- 2017년 《2017 〈톡톡〉》
- 2018년 《톡톡》
- 2018년 《〈연극열전7〉_세 번째 작품 〈진실X거짓〉》
- 2019년 《진실X거짓》
- 2019년 《곁에 있어도 혼자》
- 2019년 《2019 우수연극시리즈2 연극 <진실X거짓>》
- 2019년 《비BEA》
- 2019년 《2019 <톡톡>》
- 2020년 《<연극열전8> 3RD <아들>》